# 응우옌푹미엔찌엔
응우옌푹미엔찌엔(베트남어: Nguyễn Phúc Miên Triện / 阮福綿𡩀 완복면전, 1833년 7월 19일 ~ 1905년 5월 7일)은 응우옌 왕조의 황족, 정치인, 시인이다. 자는 꾸언꽁(베트남어: Quân Công / 君公), 호는 으억딘(베트남어: Ước Đình / 約亭)이다. 민망 황제의 66번째 아들로, 생모는 재인(才人) 쩐티타인(陳氏淸)이다.

## 생애
민망 14년 음력 6월 3일(1833년 7월 19일), 후에 황성에서 태어났다.
뜨득 3년(1850년) 음력 1월, 조풍군공(베트남어: Triệu Phong Quận Công / 肇豐郡公)에 봉해졌다.
뜨득 31년(1878년) 음력 1월, 경국공(베트남어: Quỳnh Quốc Công / 瓊國公)으로 진봉되었다.
뜨득 36년(1883년) 음력 6월, 히엡호아 황제가 즉위하여 홍화공(베트남어: Hoàng Hoá Công / 弘化公)으로 진봉되었다. 음력 11월, 응우옌반뜨엉과 똔텃투옛이 다시 정변을 일으켜 히엡호아 황제를 폐출하고 끼엔푹 황제를 옹립하였다. 응우옌푹미엔찌엔과 수리왕(綏理王) 응우옌푹미엔찐은 히엡호아 황제와 친분이 있었으므로 멀리 투언안(順安)으로 달아나 프랑스 관리들에게 비호를 청할 수 밖에 없었다. 또한 히엡호아 황제 때 진봉된 작위는 끼엔푹 황제에 의해 폐지되어, 같은 달에 조풍향공(베트남어: Triệu Phong Hương Công / 肇豐鄉公)으로 강봉되었다.
동카인 을유년(1885년) 음력 10월, 조풍군공(베트남어: Triệu Phong Quận Công / 肇豐郡公)의 작위로 회복되었다.
타인타이 원년(1889년) 음력 2월, 다시 경국공(베트남어: Quỳnh Quốc Công / 瓊國公)의 작위로 회복되었다. 음력 4월, 조정이 응우옌푹미엔찌엔을 프랑스에 정사(正使)로 파견하여 프랑스가 베트남 여러 성에 관리를 파견해 주재하게 한 일에 대해 논의하도록 하였다.
타인타이 7년(1895년) 음력 윤5월, 다시 홍화공(베트남어: Hoàng Hoá Công / 弘化公)의 작위로 회복되었다.
타인타이 17년 음력 4월 4일(1905년 5월 7일), 후에 황성에서 사망하니 향년 73세였다. 트어티엔부 흐엉투이현 끄찐총(居正總) 즈엉쑤언사(楊春社)에 장사지냈다. 타인타이 황제가 그를 홍화군왕(베트남어: Hoàng Hoá Quận Vương / 弘化郡王)으로 추봉하였다.
응우옌푹미엔찌엔은 시인으로서 《약정시초(約亭詩抄)》를 저술하기도 하였다. 이는 형인 창산선생(倉山先生) 종선왕(從善王) 응우옌푹미엔텀이 평가를 하였고, 위야선생(葦野先生) 수리왕(綏理王) 응우옌푹미엔찐이 심의하였다.

## 자녀
응우옌푹미엔찌엔의 후예, 즉 홍화군왕방(弘化郡王房)은 엄(厂) 자부(字部)를 하사받고 그에 따라 이름을 지었다. 다만 아들이 없었고, 딸 2명만 있었다.
타인타이 원년(1889년), 수춘왕(壽春王) 응우옌푹미엔딘의 42번째 아들 응우옌푹홍주(阮福洪游)를 양자로 보내 후사가 되게 하였으며, 이름을 고쳐 응우옌푹홍허우(阮福洪厚)로 하였다.

### 아들

#### 양자
- 응우옌푹홍허우(阮福洪厚) - 홍화현공(弘化縣公)
  - 손자 응우옌푹응방 - 홍화현후(弘化縣侯)

### 딸
- 응우옌티동까인(베트남어: Đồng Canh / 阮氏同庚 완씨동경) - 자는 귀량(베트남어: Quý Lương / 貴良), 호는 담방여사(베트남어: Đạm Phương nữ sử / 淡芳女史)이다.[10] 바오다이 초에 호부상서(戶部尙書)를 맡은 응우옌코아떤(阮科濱)과 결혼하였다.
- 응우옌티우이다오(베트남어: Úy Đào / 阮氏蔚姚 완씨위도)

## 참고 문헌
- 《대남식록》
- 《완복족세보(阮福族世譜)》